# Національні меншини Греції

Карта мовних меншин Греції

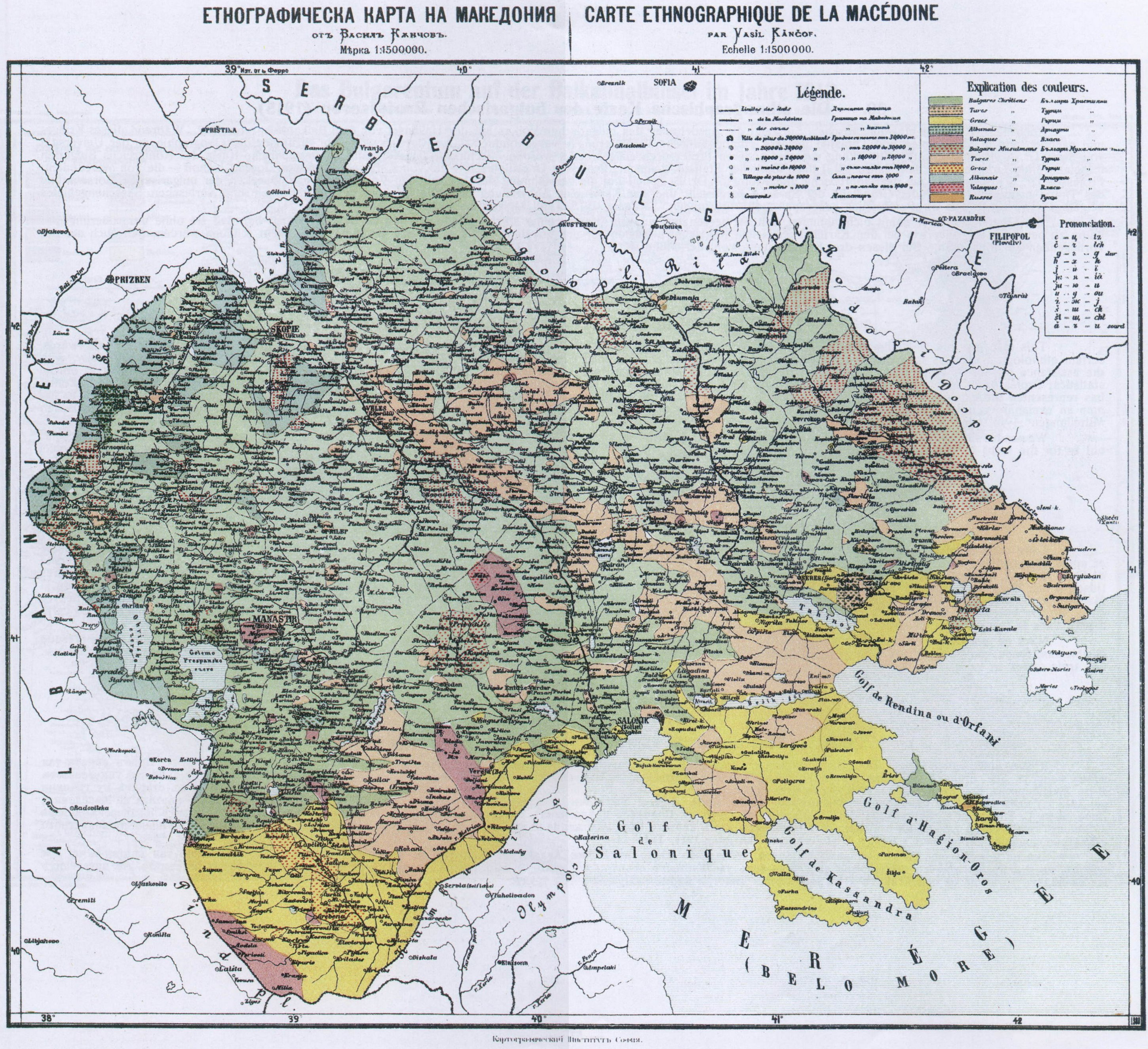
Етнічна карта Македонії 1900р

Національні меншини Греції — народи і спільності, з яких фактично складається населення сучасної республіки Греція, її строката етнографічна картина. У Греції, що мала довгу і складну середньовічну історію, особливо за часів масових Балканських міграцій, були і є свої демографічні особливості. При цьому багато хто з них заперечуються грецьким урядом, що взяв курс на повну елінізацію християнських меншин країни. У певних регіонах республіки часто гостро стоять питання національного самовизначення. Під тиском ЄС, виділяються кошти і впроваджуються програми по збереженню ряду автохонних мов республіки.

## Статус національних меншин
Офіційна грецька статистика не веде облік населення за національністю, що є пережитком часів Османської імперії, коли її народи ділилися на релігійні міллети. Вважається, що більшість населення Греції становлять греки (80-90%), хоча ці дані оскаржуються вченими-етнографами через значний недооблік даних про меншини, особливо мовних.

### Офіційні
Єдиним офіційно визнаною релігійною меншиною сучасної Греції є мусульмани Фракії і Додеканеських островів, що включають турків (0,8% населення Греції), помаків (болгаромовні слов'яни-мусульмани, 0,3%) та циган-мусульман (0,1%). При цьому спостерігаються явні перегини грецького уряду по відношенню до помаків, яких місцева влада (провінція Західна Фракія) примушують отримувати освіту на турецькій і арабській мовах, ігноруючи донедавна їх слов'яномовність.
За традицією, успадкованою з часів Візантійської імперії офіційно визнаються вірмени (Див. Вірмени в Греції).

### Невизнані
Інші меншини виділяються в основному вченими-етнографами на мовних підставах і офіційно не визнаються грецьким урядом: албанці (1-5%; в тому числі арваніти), «слов'яномовні греки» або македонські слов'яни (близькі македонцям, 1,6%), аромуни (1,1%, включаючи мегленітів), православні цигани (ще 1,8%), серби (0,3%), араби (0,3%), вірмени (0,3%), євреї (0,05%) та ін., гагаузи, наприклад. Особливо слід згадати російськомовних греків-понтійців, основна маса яких прибула до Греції з СРСР і країн СНД на початку 90-х рр. Їх кількість оцінюється в 100 тис. чоловік, проживають вони в основному в містах Афіни і Салоніки. Також слід відзначити кочові групи каракачани, на життя і побут яких сильний вплив зробила культура тюркомовних юрюків і романомовних влахів.